# 1937-es magyar teniszbajnokság
Az 1937-es magyar teniszbajnokság a harminckilencedik magyar bajnokság volt. A bajnokságot május 25. és 30. között rendezték meg Budapesten, a BBTE pályáján.

## Eredmények
| Versenyszám  | Arany                                          | Arany | Ezüst                                       | Ezüst | Bronz                                                                                   | Bronz |
| ------------ | ---------------------------------------------- | ----- | ------------------------------------------- | ----- | --------------------------------------------------------------------------------------- | ----- |
| Férfi egyéni | Gábori Emil MAC                                |       | Dallos György MAC                           |       | vitéz Bánó Lehel BBTEFerenczy Emil MAFC                                                 |       |
| Női egyéni   | dr. Paksy Józsefné BLKE                        |       | Zsitvay Zoltánné BBTE                       |       | Sárkány Lili BBTEBaumgarten Magda Újpesti TE                                            |       |
| Férfi páros  | Gábori Emil, Dallos György MAC                 |       | Pető Béla, Romhányi Béla MAC                |       | Ferenczy Emil, Macsuha Vladimir MAFCvitéz Bánó Lehel, Stolpa József BBTE, BLKE          |       |
| Női páros    | dr. Schréder Lászlóné, dr. Paksy Józsefné BLKE |       | Zsitvay Zoltánné, Körmöczy Zsuzsa BBTE      |       | Baumgarten Magda, Tsuk Rudolfné Újpesti TEdr. Gallner Ferencné, Rugonyi Lenke BSE, BLKE |       |
| Vegyes páros | Pető Béla, dr. Schréder Lászlóné MAC, BLKE     |       | Dallos György, dr. Paksy Józsefné MAC, BLKE |       | Ferenczy Emil, Sárkány Lili MAFC, BBTERomhányi Béla, Zsitvay Zoltánné MAC, BBTE         |       |